# Adnan Menderes
Adnan Menderes (1899 - 17 tháng 9 năm 1961) là một chính trị gia người Thổ Nhĩ Kỳ. Ông là Thủ tướng Thổ Nhĩ Kỳ từ năm 1950 đến 1960. Ông là một trong những người sáng lập Đảng Dân chủ (DP) vào năm 1946, đảng đối lập hợp pháp thứ tư của Thổ Nhĩ Kỳ. Ông bị xét xử và treo cổ dưới chế độ quân đội sau cuộc đảo chính năm 1960, cùng với hai thành viên nội các khác, Fatin Rüştü Zorlu và Hasan Polatkan. Một trong những cáo buộc chống lại anh ta là anh ta ra lệnh cho Istanbul Pogrom chống lại các công dân thuộc sắc tộc Hy Lạp. Ông là nhà lãnh đạo chính trị Thổ Nhĩ Kỳ cuối cùng bị hành quyết sau một cuộc đảo chính quân sự và cũng là một trong ba nhà lãnh đạo chính trị của Cộng hòa Thổ Nhĩ Kỳ (cùng với Kemal Atatürk và Turgut Özal) đã xây dựng lăng mộ để vinh danh ông.